# Ріпецький Мирослав Теодорович
Мирослав Ріпецький (13 червня 1889 — 29 квітня 1974 р., Хшаново, Польща) — український греко-католицький священник (з 1921 р. був парохом у с. Лісок), митрат, польовий духівник Української Галицької Армії у 1919–1920 р. (капелан), просвітянин, журналіст, дослідник історії української культури та історії Церкви. Родом з Самбора, син о. Теодора Ріпецького, брати: Всеволод, Олександр, Степан Ріпецькі.

## Час боротьби за Україну

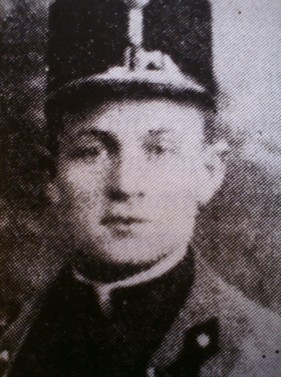
Мирослав Ріпецький як Капелан УГА. 1919 рік.

Після проголошення української держави М. Ріпецький займався громадською працею — був скарбником торговельної спілки «Власна Поміч» та ощадно-кредитового товариства «Надія». Весною 1919 р. відбув до Станіславова — взяти частину вкладеної готівки в банк — для потребуючих громадян. Тут відбулася його зустріч з польовим духівником УГА Миколою Їжаком. Останній заохотив М. Ріпецького перейняти душпастирське служіння у вишколі 1-го Корпусу УГА, приступив до капеланства в Камінці Струмиловій; вишколом корпусу опікувався сотник Фердинанд Балицький — колишній учитель у Самборі. В цьому часі займався М. Ріпецький і викладами з історії України — в Камінці Струміловій, опісля і в Буську. Початком серпня 1919 року служить польовим духівником 10-ї бригади 1-го корпусу УГА. З бригадою перейшов він похід проти більшовицьких військ — від здобуття Вінниці, через Калинівку, Козятин, Бердичів, Брусилів, Ходарків над ріку Ірпінь. Опис цього походу Ріпецьким був видрукуваний в перемиському тижневику «Бескид».

## Парафіяльна служба в Україні

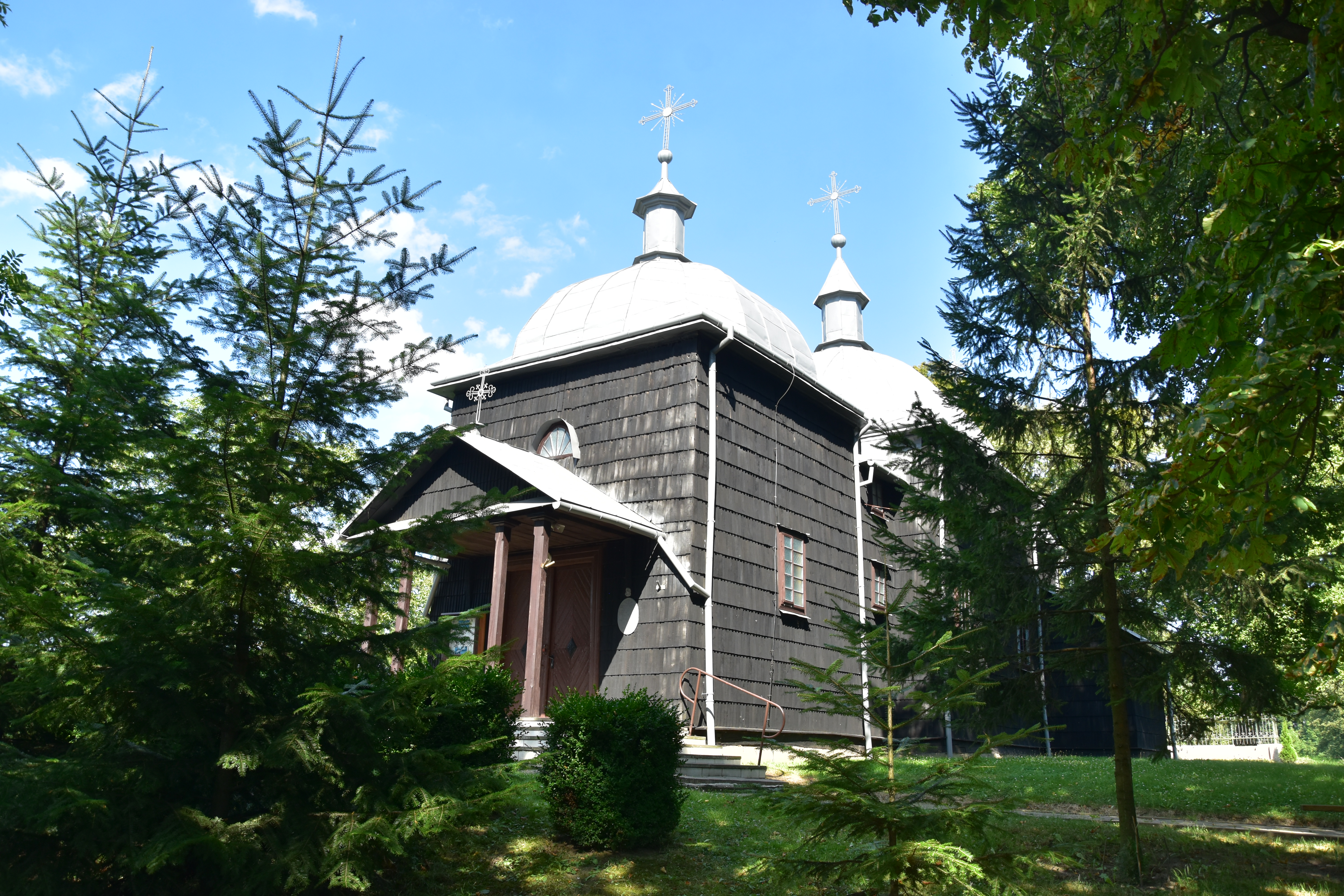
Церква Іоанна Хрестителя в Лісках. Фото 2020 р.

Прибувши в с. Ліски село в Польщі, в історичній Холмщині, в гміні Городло Грубешівського повіту Люблінського воєводства з дружиною Євгенією з роду Смулка, одразу зайнявся відродженням парафії та села. Почав реставрувати у Лісках церкву, а в наступні роки — в селах Переводові та Костяшині. За його душпастирювання дають початок «Просвіті», «Кооперативу», товариству «Союз українок»; організують церковний хор, велику бібліотеку, включають в релігійно-культурне життя дітей і молодь.

## Підпільне душпастирство в Польщі
У 1947 р. переселений разом з парафіянами до Польщі в рамках злочинної акції «Вісла», зразу розпочав підпільне душпастирство і 10 років був єдиним українським священиком на Мазурах (Східна Пруссія, сьогодні Вармінсько-Мазурське воєвідство), куди приїжджали вірні з цілої Польщі: там довідувалися, що в Хшанові біля Елку отець Мирослав Ріпецький править греко-католицькі богослуження і навіть з дальших місцевостей почали з'їжджатися на свята. За діяльність у релігійно-культурному та суспільно-громадському житті душпастир був засуджений на три роки ув'язнення.

## Історично-культурна праця
Діяч повітового УСКТ в Елку та гуртка в Хшанові. Автор численних статей і книг, зокрема 9 випусків під назвою «Сторінки з історії Української Церкви й культури» (у 1952–1969 рр.).

## Вшанування пам'яті

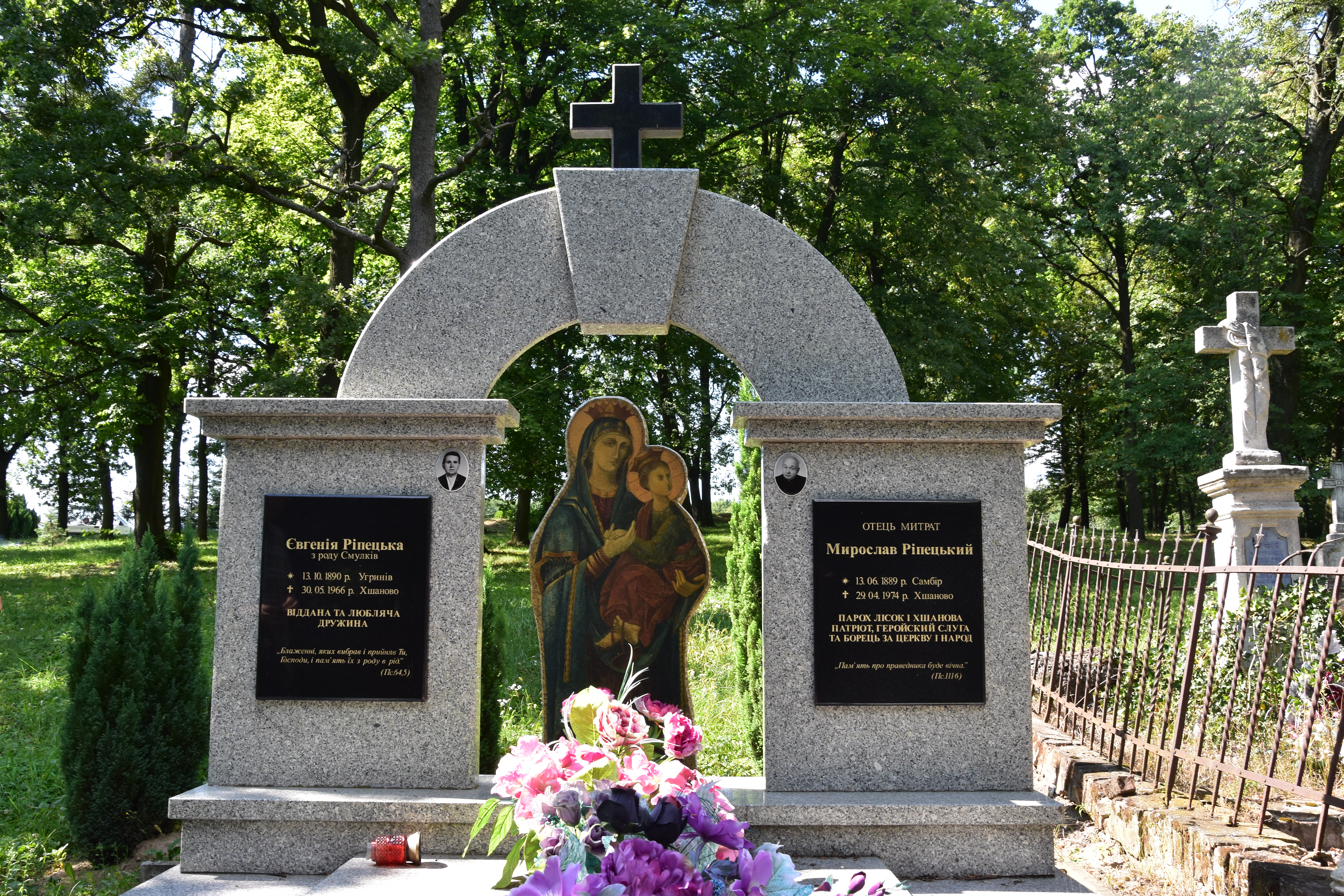
Поховання о. Мирослава Ріпецького та його дружини Євгенії на старому греко-катролицькому цвинтарі в с. Ліски. Фото 2020 р.

Посмертно перепохований з дружиною у рідних Лісках на колишньому греко-католицькому цвинтарі (50.501850, 023.927844). Рішенням гуровської Міської ради (м. Гурово-Ілавєцьке) ім'я о. Мирослава Ріпецького надано вулиці, оскільки «українська громада зробила багато доброго для міста й околиці».